# Andrés Cubas
Adrián Andrés Cubas (ur. 22 maja 1996 w Aristóbulo del Valle) – paragwajski piłkarz pochodzenia argentyńskiego występujący na pozycji defensywnego pomocnika, reprezentant Paragwaju, od 2022 roku zawodnik kanadyjskiego Vancouver Whitecaps.
Jego ojciec pochodzi z Paragwaju.